# Andé
Andé és un municipi francès situat al departament de l'Eure i a la regió de Normandia. L'any 2007 tenia 1.050 habitants.

## Demografia

### Població
El 2007 la població de fet d'Andé era de 1.050 persones. Hi havia 394 famílies, de les quals 60 eren unipersonals (24 homes vivint sols i 36 dones vivint soles), 151 parelles sense fills, 171 parelles amb fills i 12 famílies monoparentals amb fills.
La població ha evolucionat segons el següent gràfic:
Habitants censats

### Habitatges
El 2007 hi havia 443 habitatges, 390 eren l'habitatge principal de la família, 29 eren segones residències i 23 estaven desocupats. 439 eren cases i 1 era un apartament. Dels 390 habitatges principals, 335 estaven ocupats pels seus propietaris, 53 estaven llogats i ocupats pels llogaters i 3 estaven cedits a títol gratuït; 1 tenia una cambra, 16 en tenien dues, 42 en tenien tres, 124 en tenien quatre i 208 en tenien cinc o més. 321 habitatges disposaven pel capbaix d'una plaça de pàrquing. A 144 habitatges hi havia un automòbil i a 232 n'hi havia dos o més.

### Piràmide de població
La piràmide de població per edats i sexe el 2009 era:
| Homes | Edats   | Dones |
| ----- | ------- | ----- |
| 0     | 95 o +  | 0     |
| 0     | 90 a 94 | 4     |
| 4     | 85 a 89 | 24    |
| 16    | 80 a 84 | 0     |
| 8     | 75 a 79 | 8     |
| 4     | 70 a 74 | 8     |
| 20    | 65 a 69 | 32    |
| 40    | 60 a 64 | 16    |
| 8     | 55 a 59 | 20    |
| 36    | 50 a 54 | 12    |
| 44    | 45 a 49 | 60    |
| 44    | 40 a 44 | 56    |
| 68    | 35 a 39 | 52    |
| 20    | 30 a 34 | 36    |
| 16    | 25 a 29 | 28    |
| 32    | 20 a 24 | 16    |
| 36    | 15 a 19 | 28    |
| 44    | 10 a 14 | 40    |
| 36    | 5 a 9   | 48    |
| 28    | 0 a 4   | 40    |

## Economia
El 2007 la població en edat de treballar era de 681 persones, 513 eren actives i 168 eren inactives. De les 513 persones actives 464 estaven ocupades (241 homes i 223 dones) i 50 estaven aturades (26 homes i 24 dones). De les 168 persones inactives 70 estaven jubilades, 50 estaven estudiant i 48 estaven classificades com a «altres inactius».

### Ingressos
El 2009 a Andé hi havia 399 unitats fiscals que integraven 1.104,5 persones, la mediana anual d'ingressos fiscals per persona era de 20.615 €.

### Activitats econòmiques
Dels 29 establiments que hi havia el 2007, 1 era d'una empresa extractiva, 2 d'empreses de fabricació d'altres productes industrials, 6 d'empreses de construcció, 6 d'empreses de comerç i reparació d'automòbils, 2 d'empreses de transport, 1 d'una empresa d'informació i comunicació, 2 d'empreses financeres, 2 d'empreses de serveis, 5 d'entitats de l'administració pública i 2 d'empreses classificades com a «altres activitats de serveis».
Dels 8 establiments de servei als particulars que hi havia el 2009, 1 era un taller de reparació d'automòbils i de material agrícola, 1 establiment de lloguer de cotxes, 1 paleta, 2 fusteries, 2 lampisteries i 1 electricista.
L'únic establiment comercial que hi havia el 2009 era una botiga de menys de 120 m².
L'any 2000 a Andé hi havia 8 explotacions agrícoles que ocupaven un total de 255 hectàrees.

## Equipaments sanitaris i escolars
El 2009 hi havia una escola elemental.

## Poblacions més properes
El següent diagrama mostra les poblacions més properes.